# Tom Mison
Tom Mison (Guildford, 9 gennaio 1982) è un attore britannico.
Ha debuttato come attore nel 2005 ed è noto per Il pescatore di sogni nella parte del partner di Emily Blunt e per la sua interpretazione del protagonista Ichabod Crane nella serie televisiva Sleepy Hollow.

## Filmografia

### Cinema
- L'entente cordiale, diretto da Vincent De Brus (2006)
- Venus, diretto da Roger Michell (2006)
- Heroes and Villains, diretto da Selwyn Roberts (2006)
- Out There - cortometraggio, diretto da Edward McGown (2008)
- The Continuing and Lamentable Saga of the Suicide Brothers - cortometraggio, diretto da Arran Brownlee e Corran Brownlee (2009)
- Steve - cortometraggio, diretto da Rupert Friend (2010)
- One Day, diretto da Lone Scherfig (2011)
- Il pescatore di sogni (Salmon Fishing in the Yemen), diretto da Lasse Hallström (2011)
- Jadoo, diretto da Amit Gupta (2013)

### Televisione
- L'isola misteriosa (Mysterious Island), diretto da Russel Mulcahy – film TV (2005)
- A Waste of Shame, diretto da John McKay – film TV (2005)
- The Amazing Mrs Pritchard – serie TV, 4 episodi (2006)
- Diario di una squillo perbene (Secret Diary of a Call Girl) – serie TV, episodio 1x01 (2007)
- Poirot (Agatha Christie's Poirot) – serie TV, 1 episodio (2008)
- Il romanzo di Amanda (Lost in Austen) – miniserie TV, 4 puntate (2008)
- Lewis – serie TV, 1 episodio (2009)
- Mystery! – serie TV, 1 episodio (2010)
- New Tricks – serie TV, 1 episodio (2010)
- Parade's End – serie TV, 4 episodi (2012)
- Sleepy Hollow – serie TV, 62 episodi (2013-2017)
- Bones – serie TV, episodio 11x05 (2015)
- Four Weddings and a Funeral – miniserie TV, 3 puntate (2019)
- Watchmen – miniserie TV, 8 episodi (2019)
- See – serie TV, 16 episodi (2021-2022)

## Doppiatori italiani
Nelle versioni in italiano dei suoi lavori, Tom Mison è stato doppiato da:
- Gianfranco Miranda in One Day, Il pescatore di sogni
- Andrea Mete in Sleepy Hollow
- Emiliano Coltorti ne Il romanzo di Amanda
- Riccardo Rossi in Watchmen
- Francesco Prando in Watchmen
- Roberto Pedicini in See